# Henri Lebesgue
Henri Léon Lebesgue (28. června 1875, Beauvais – 26. července 1941, Paříž) byl francouzský matematik. Zabýval se matematickou analýzou, vybudoval moderní teorii míry a integrálu. Důležitých výsledků dosáhl také v topologii, teorii potenciálu, variačním počtu, teorii množin a teorii dimenze. V závěru svého života se zabýval také pedagogikou a historií. Ačkoli jeho práce v teorii integrálu byla radikálním zobecněním dřívějšího pojetí, Lebesgue tvrdil, že matematika by se měla zabývat konkrétními „praktickými“ úlohami:
Redukována na obecné teorie by matematika byla jen krásnou formou bez obsahu. Zemřela by pak velmi rychle.

## Osobní život

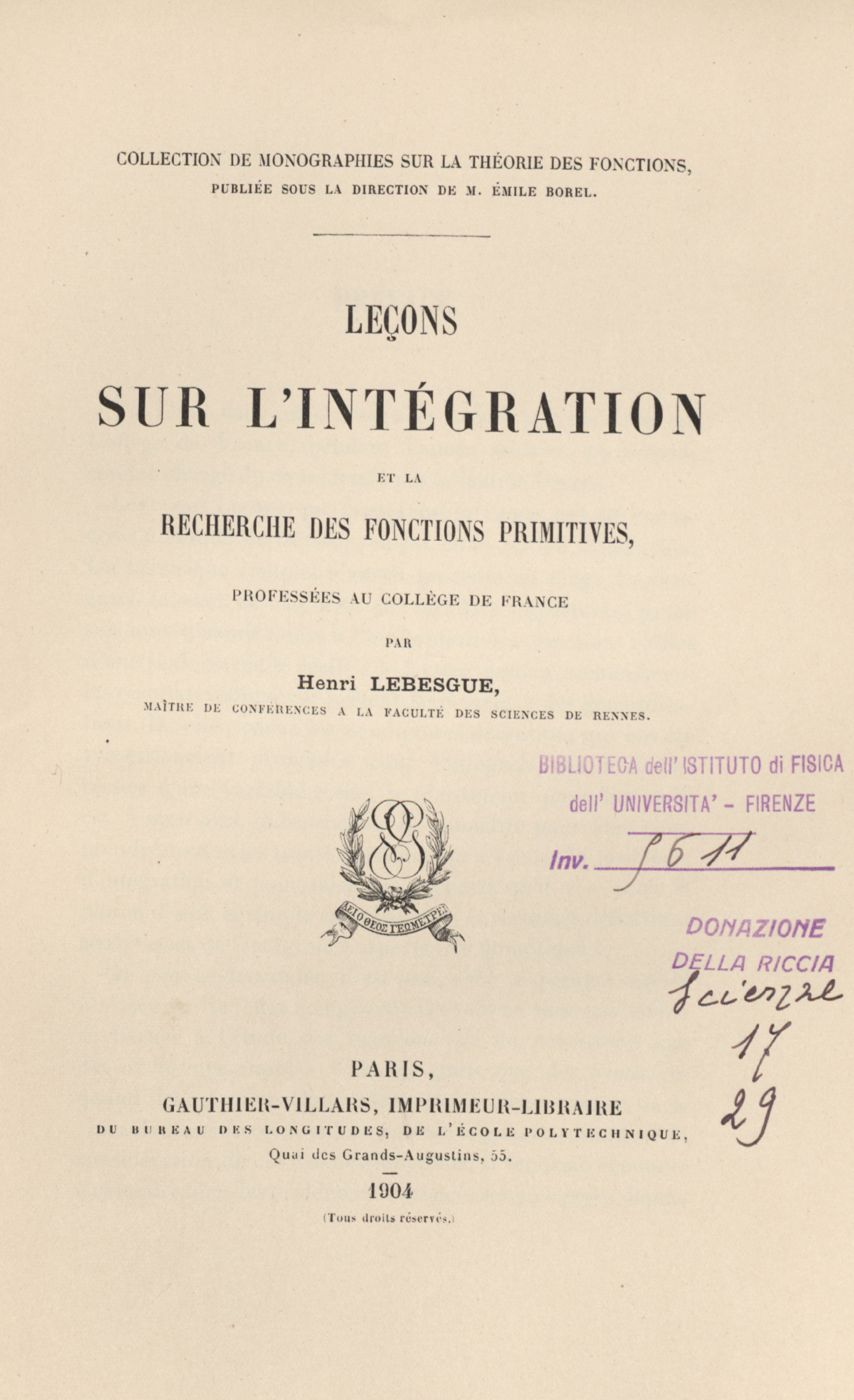
Leçons sur l'integration et la recherche des fonctions primitives, 1904

Lebesgueův otec zemřel na tuberkulózu ještě v době, kdy byl jeho syn malé dítě. Lebesgue sám trpěl po celý svůj život chatrným zdravím. V roce 1903 se oženil se sestrou svého spolužáka Louisou-Margueritou Vallet a měl s ní syna Jacqua a dceru Suzanne. Roku 1916 se s ní však rozvedl.

## Profesní život
Henri Lebesgue získal základní a střední vzdělání v Beauvais a poté odešel studovat dále do Paříže. Studoval postupně na Lycée Saint-Louis, Lycée Louis-le-Grand a École normale supérieure. Na poslední zmiňovanou školu nastoupil roku 1894 a dokončil ji o tři roky později. Další dva roky studoval samostatně zejména Bairovy články o nespojitých funkcích, což mělo velký vliv na jeho pozdější práci na zobecnění pojmu integrálu právě na nespojité funkce. Od roku 1899 do 1902 byl profesorem na Lycée Centrale v Nancy. Roku 1901 formuloval, vycházeje z myšlenek Emila Borela a Camilla Jordana, teorii míry a ještě téhož roku podal definici Lebesgueova integrálu zobecňujícího integrál Riemannův i na (některé) nespojité funkce. Tento čin znamenal naprostou revoluci v integrálním počtu. Roku 1902 získal Lebesgue doktorát za práci Intégrale, longueur, aire (Integrál, délka, plocha), která sestávala právě z výsledků uveřejněných o rok dříve.
Roku 1906 získal místo na univerzitě v Poitiers a následujícího roku se tam stal profesorem.
Od roku 1910 učil na Sorbonně, kde se roku 1918 stal profesorem. Roku 1921 získal místo profesora na Collège de France a zde zůstal až do své smrti roku 1941. Během těchto dvaceti let však učil i na jiných univerzitách, zejména pak na École supérieure de physique et de chimie industrielles de la ville de Paris a École normale supérieure v Sèvres.

#### Původní Lebesgueovy články (vefrancouzštině)
- Sur le problème des aires 1, 1903
- Sur les séries trigonométriques, 1903
- Une propriété caractéristique des fonctions de classe 1, 1904
- Sur le problème des aires 2, 1905
- Contribution à l'étude des correspondances de M. Zermelo, 1907
- Sur la méthode de M. Goursat pour la résolution de l'équation de Fredholm, 1908
- Sur les intégrales singulières, 1909
- Remarques sur un énoncé dû à Stieltjes et concernant les intégrales singulières, 1909
- Sur l'intégration des fonctions discontinues, 1910
- Sur la représentation trigonométrique approchée des fonctions satisfaisant à une condition de Lipschitz, 1910
- Sur un théorème de M. Volterra, 1912
- Sur certaines démonstrations d'existence., 1917
- Remarques sur les théories de la mesure et de l'intégration., 1918
- Sur une définition due à M. Borel (lettre à M. le Directeur des Annales Scientifiques de l'École Normale Supérieure), 1920
- Exposé géométrique d'un mémoire de Cayley sur les polygones de Poncelet, 1921
- Sur les diamètres rectilignes des courbes algébriques planes, 1921
- Sur la théorie de la résiduation de Sylvester, 1922
- Remarques sur les deux premières démonstrations du théorème d'Euler relatif aux polyèdres, 1924
- Démonstration du théorème fondamental de la théorie projective des coniques faite à l'aide des droites focales de M. P. Robert, 1935